# Squander (gioco)
Squander (scritto "$QUANDER" sulla scatola e nelle regole) è un gioco da tavolo della Avalon Hill uscito nel 1965.
È basato vagamente sul Monopoly, ma al contrario. Come nel Monopoli, i giocatori tirano i dadi e si muovono sul tabellone, incontrando opportunità per effettuare decisioni finanziarie. L'obiettivo, tuttavia, è di perdere soldi invece di guadagnarli. Ogni giocatore comincia con un milione di  "squanderbucks" e il vincitore risulta essere il primo giocatore a dichiarare bancarotta.